# 小行星4371
小行星4371（4371 Fyodorov）是一颗绕太阳运转的小行星，为主小行星带小行星。该小行星于1983年4月10日发现。

## 轨道参数
小行星4371的轨道半长轴为2.4191163 UA，离心率为0.189。